# 中国科学院半导体研究所
中国科学院半导体研究所（以下简称“半导体所”），是中国科学院下设的研究机构，位于北京市海淀区清华东路甲35号（位于北京林业大学北边）。半导体所成立于1960年，前身是1956年成立的“半导体研究组”（隶属于当时的中国科学院应用物理研究所，今中国科学院物理研究所）。半导体所的研究领域覆盖半导体理论、材料、器件及其应用，下设半导体超晶格国家重点实验室、半导体材料科学重点实验室、集成光电子学国家重点联合实验室等十五个研究部门。

## 历史沿革

### 1956～1960
1956年1月，国务院开始编制《1956～1967年科技发展规划》（《十二年科学技术发展规划》），国务院总理周恩来、副总理陈毅组织，范长江任科学规划小组组长主持实际工作。3月14日，在周恩来的领导下，成立了以陈毅为主任的国务院科学规划委员会，并邀请了全国600多位科学家和以拉札连柯为首的18位苏联专家参与规划的制定工作。在规划中，将“计算机、电子学、半导体、自动化”列为四大紧急措施。到1956年6月中旬规划会议结束，中国科学院根据规划会议精神，将中国科学院应用物理研究所的电学组扩建为半导体研究室，任命王守武为研究室主任。研究室设立了半导体材料、器件和光热电三个组，并以半导体（锗）电子器件为主攻方向。
1956～1960年间，陆续加入半导体研究室的专家有王守武、汤定元、成众志、吴锡九、王守觉、林兰英等。另外，中国科学院还向有关高等院校和研究单位发出邀请，请他们派出科研人员到半导体研究室共同开展半导体研究。当时来到半导体所参加研究工作的主要有熊子璥、吴汝麟、戴春洲、武尔祯、李卫、刘颖等四十余人。
这期间取得的主要成就有：
- 1957年下半年，中国第一根锗单晶。
- 1957年底，中国第一批锗合金结晶体管，型号定为“Π6”（苏联型号）。
- 1958年7月，中国第一根硅单晶。
- 1958年8月，中国第一批锗合金扩散晶体管，型号定为“Π401”。

1958年，为了配合研制109乙机的需要，物理所半导体室组建了一个附属工厂——109厂，专门生产109机所需的二极管，这是我国最早的晶体管生产厂。建厂初期，半导体室的科研人员亲自到厂里指导工人操作。受到当时条件的限制，工厂的主要操作都由手工完成，因此能够供应的晶体管很少。到1959年2月，共生产六千余只晶体管，其中封装好的一千余只。到1963年底，109厂才生产出109乙机所需的全部锗晶体管。
1959年5月，物理所开始了把半导体研究室扩建为半导体研究所的准备工作。成立了办公、后勤机构，将物理所图书馆有关半导体的书籍分拣出来，成立了“半导体图书馆”，并在中关村建设半导体研究所的新楼。但后来新楼建成，又改由物理所占用，半导体所留在物理所原址——大取灯胡同9号。

### 1960～1966
1960年9月6日，半导体所正式成立。首任所长为宋之春，王守武任主管业务的副所长。1961年宋之春调往新疆科委，杨刚毅（力学所副所长）代理所长到1962年，刘再生自山东科委调任半导体所所长。建所时，所内共有正副研究员6人，正研究员是王守武、林兰英，副研究员是成众志、汤定元、兰继喜和王守觉。当时半导体所共设五个研究室：
- 一室（材料室），主任林兰英。
- 二室（器件室），主任王守觉。
- 三室（测试室），主任王守武兼，副主任庄蔚华。
- 四室（电子室），主任成众志。
- 五室（光电室），主任汤定元。

另有负责中间试验和批量生产的109厂和七（温差电）、八（化学）、九（物理）三个组，分别由五、一、三代管。

### 1966～1976
1968年，半导体所划归国防科委第十四研究院，至1975年划回中国科学院。

## 杰出人士

### 两院院士
- 黄　昆，中国科学院院士（1955年），1977年起在半导体所工作，2005年去世。
- 王守武，中国科学院院士（1980年），1960年起在半导体所工作。
- 王守觉，中国科学院院士（1980年），1960年起在半导体所工作。
- 林兰英，中国科学院院士（1980年），1960年起在半导体所工作，2003年去世。
- 王启明，中国科学院院士（1991年），1960年起在半导体所工作。
- 吴德馨，中国科学院院士（1991年），1961～1986年在半导体所工作。
- 汤定元，中国科学院院士（1991年），1960～1964年在半导体所工作。
- 郑厚植，中国科学院院士（1995年），1965年起在半导体所工作。
- 王占国，中国科学院院士（1995年），1962年起在半导体所工作。
- 王　圩，中国科学院院士（1997年），1960年起在半导体所工作。
- 陈良惠，中国工程院院士（1999年），1963年起在半导体所工作。
- 夏建白，中国科学院院士（2001年），1978年起在半导体所工作。
- 朱邦芬，中国科学院院士（2003年），1981～2000年在半导体所工作。

## 主要来源
1. 何春藩，中国半导体科学技术的发展
2. 王守武，我国半导体科学技术发展历史的回顾
3. 王　微，建所初期的机制与人事活动